# Степанчук, Андрей Владимирович
Андрей Владимирович Степанчу́к (род. 12 июня 1979 года в Минске, Белорусская ССР) — белорусский легкоатлет, выступающий в спортивной ходьбе.

## Достижения
- Участник Олимпийских игр 2004 (50 км — 19-е место) и 2008 годов (50 км — 43-е место)
- Участник чемпионата мира-2005
- Кубок Европы-2005 — 8-е место
- Кубок мира-2006 — 13-е место